# Ragnerudsjöns branter
Ragnerudsjöns branter är ett naturreservat i Färgelanda kommun i Dalsland.
Reservatet är 196 hektar stort och en del av Kroppefjälls naturreservat. Härifrån är det utsikt över Ragnerudsjön och Gålsjön. Skogen innehåller mycket lövträd och vissa delar är orörda och botaniskt rika. Här växer skogssvingel, backskafting, vårärt, backvicker och tandrot. Eken dominerar bland lövträden, men det finns även lönn, lind och ask. Här finns både lunglav och blylav. Berggrunden består av kalk- och näringsrik lerskiffer.   
Bland många fågelarter kan nötkråka, tretåig hackspett och järpe nämnas. 
Området bildades 2010 genom en utökning av det tidigare reservatet Gålsjön.
En del av området ingår i EU:s ekologiska nätverk av skyddade områden, Natura 2000.